# Stenolophus hicksi
Stenolophus hicksi är en skalbaggsart som beskrevs av Carl Hildebrand Lindroth. Stenolophus hicksi ingår i släktet Stenolophus och familjen jordlöpare. Inga underarter finns listade i Catalogue of Life.